# Операция Argus
Операция «Аргус» — серия испытаний ядерного оружия, тайно проведённых США в августе и сентябре 1958 года над Атлантическим океаном. Ядерные взрывы были осуществлены на высотах 170, 310 и 794 километра.
Об испытаниях впервые сообщили Хэнсон Болдуин и Уолтер Салливан в «Нью-Йорк таймс» 19 марта 1959 года, в статье под заголовком «Самый большой научный эксперимент». Это была несанкционированная публикация, вызвавшая бурю негодования в научном сообществе, потому что многие не знали о присутствии искусственных частиц в атмосфере Земли. Полные результаты и документация испытаний не были рассекречены до 30 апреля 1982 года.

## Задачи

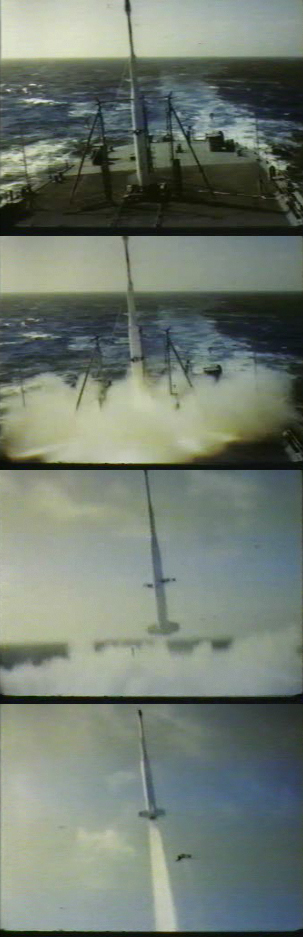
Запуск X-17A

Николас Кристофилос теоретически предсказал, что вражеские ракеты можно обезвредить в полёте, взорвав над ними в космосе ядерные бомбы, в результате чего высокоэнергетичные электроны из временного «санитарного пояса» начнут бомбардировать боеголовки ракет и чувствительную электронику. Теорию следовало выяснить в ходе проводимой операции «Аргус» (названной так в честь всевидящего стоглазого древнего греческого бога) — серии внеатмосферных ядерных взрывов, предназначенных для создания радиационного пояса в верхних слоях атмосферы Земли, как защиту от советских межконтинентальных баллистических ракет. Проведённый эксперимент подтвердил выдвинутую теорию и искусственные пояса действительно возникали после взрывов, что позволило впоследствии говорить об операции «Аргус», как о самом масштабном научном эксперименте, который когда-либо проводился в мире.

## Группа Task Force 88
В операции участвовало около девяти судов и 4500 человек. После завершения тестирования группа вернулась в Соединённые Штаты.

## Системы слежения — спутники
26 июля 1958 года был запущен спутник Эксплорер-4, аппаратура состояла из двух датчиков Гейгера — Мюллера и двух передатчиков.
Попытка запуска Эксплорер-5 24 августа 1958 закончилась неудачей.

## Испытания
Примерно в 1800 км к юго-западу от Кейптауна, из района южнее Фолклендских островов, USS Norton Sound (AVM-1) запустил три модифицированные ракеты Lockheed Х-17, вооружённые ядерными боеголовками W25 мощностью 1,5 кт в верхние слои атмосферы.
| Дата                 | Место               | Мощность | Высота |
| -------------------- | ------------------- | -------- | ------ |
| 27 августа 1958 года | Атлантический океан | 1,5 кт   | 170 км |
| 30 августа 1958 года | Атлантический океан | 1,5 кт   | 310 км |
| 6 сентября 1958 года | Атлантический океан | 1,5 кт   | 794 км |